# کراکوف
کراکوف (به لهستانی: Kraków) یکی از بزرگ‌ترین و قدیمی‌ترین شهرهای کشور لهستان است. این شهر در جنوب لهستان قرار گرفته و تا سال ۱۶۰۹ پایتخت لهستان بود.
جمعیت این شهر در سال ۲۰۰۸ برابر با ۷۵۶٬۴۴۱ نفر بوده‌است.
کراکوف پس از ورشو دومین شهر بزرگ در لهستان است و یکی از مهم‌ترین شهرهای فرهنگی اروپای مرکزی به‌شمار می‌آید. کراکوف را یکی از زیباترین شهرهای اروپا دانسته‌اند و به آن لقب «فلورانس لهستان» نیز داده شده‌است. در جریان جنگ جهانی دوم بسیاری از شهرهای لهستان آسیب‌های فراوانی دیدند اما کراکوف از ویرانی در این جنگ در امان ماند.
شهر کراکوف در کنار رودخانه ویسوا (به لهستانی: Wisła، به آلمانی: Weichsel، تلفظ: وایشسل) قرار گرفته و مرکز استان ماوُپولسکا (Małopolska: به معنی لهستان کوچک) است.
مرکز شهر کراکوف در فهرست میراث جهانی یونسکو قرار دارد و کراکوف در سال ۲۰۰۰ عنوان پایتخت فرهنگی اروپا در آن سال را دریافت کرد. این شهر برای سال ۲۰۱۴ به عنوان «شهر ورزشی اروپا» برگزیده شده و در آن سال در آن مسابقات جهانی والیبال برگزار شد. مسابقات اروپایی هندبال نیز در سال ۲۰۱۶ در کراکوف برگزار شد.

## نگارخانه

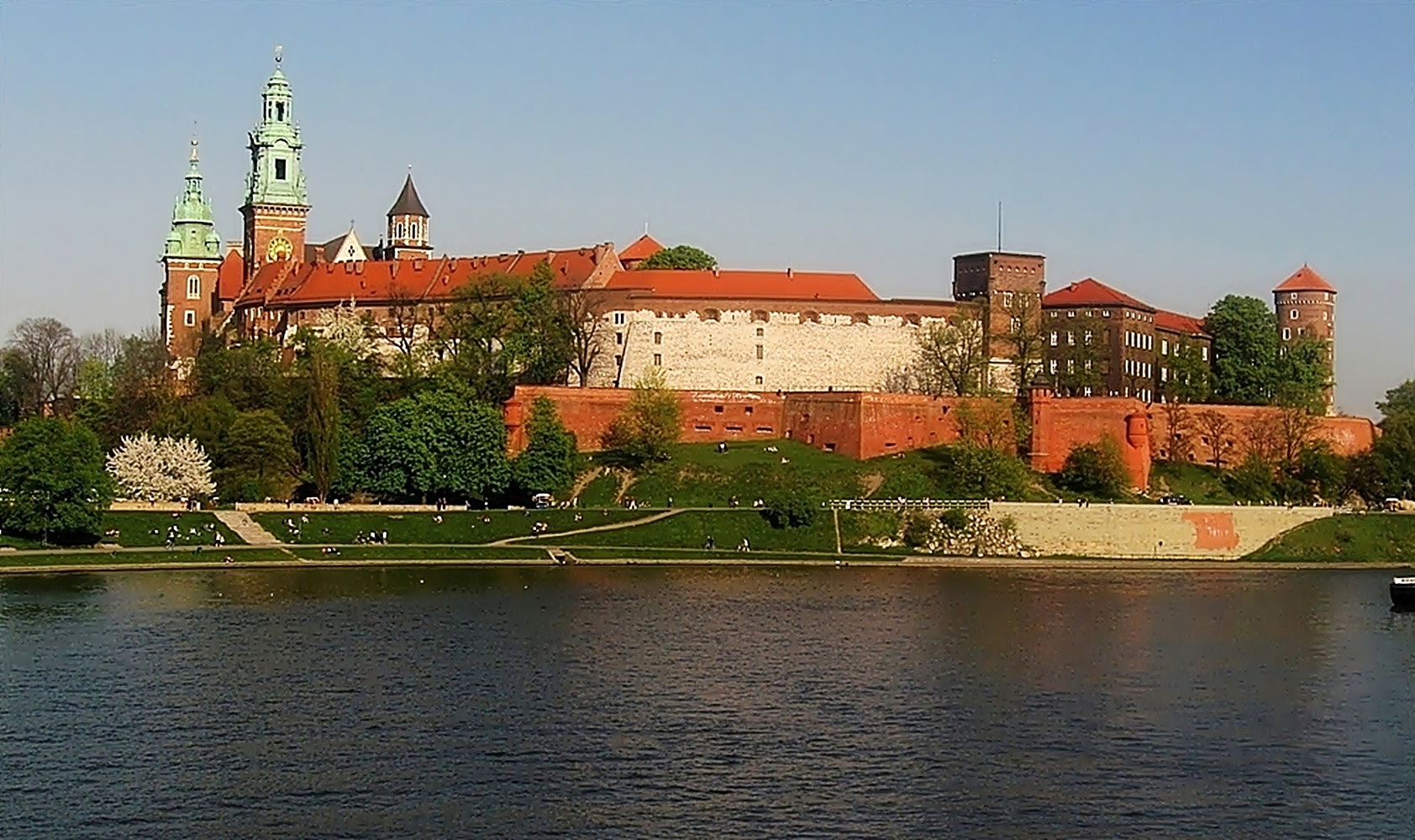
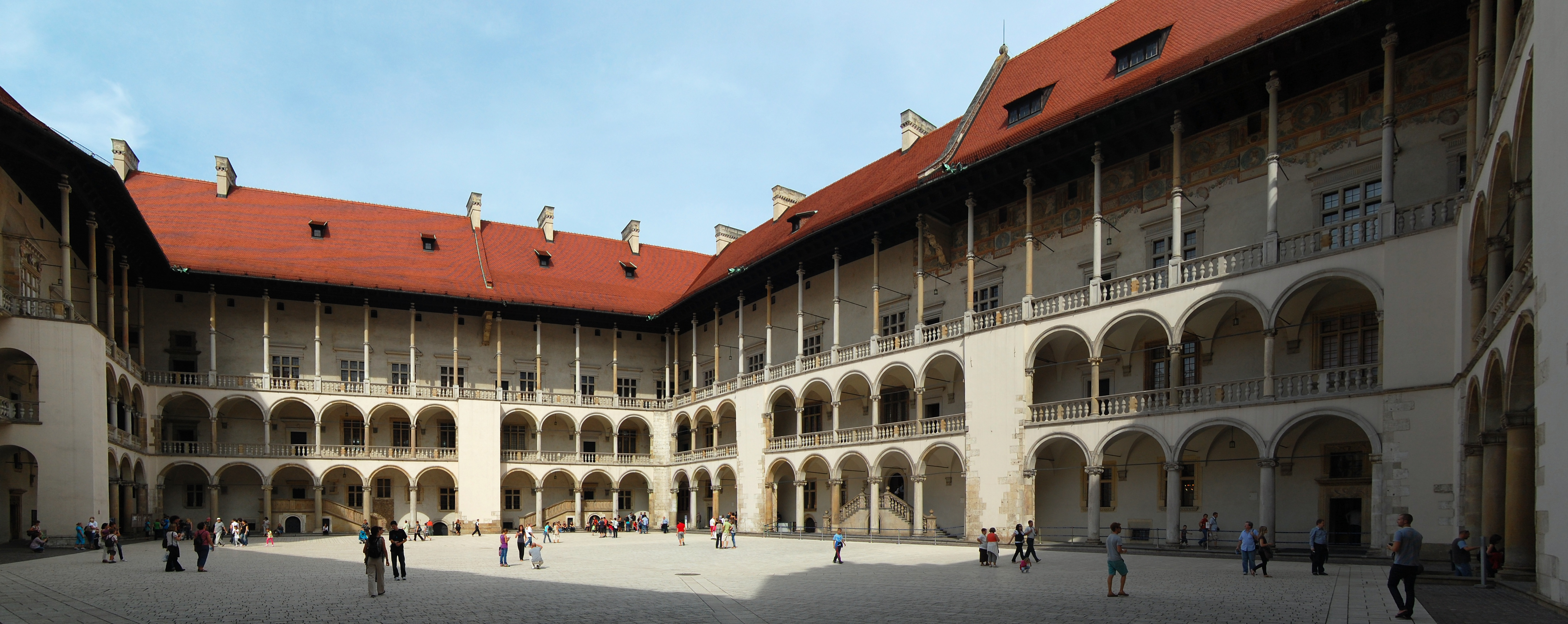
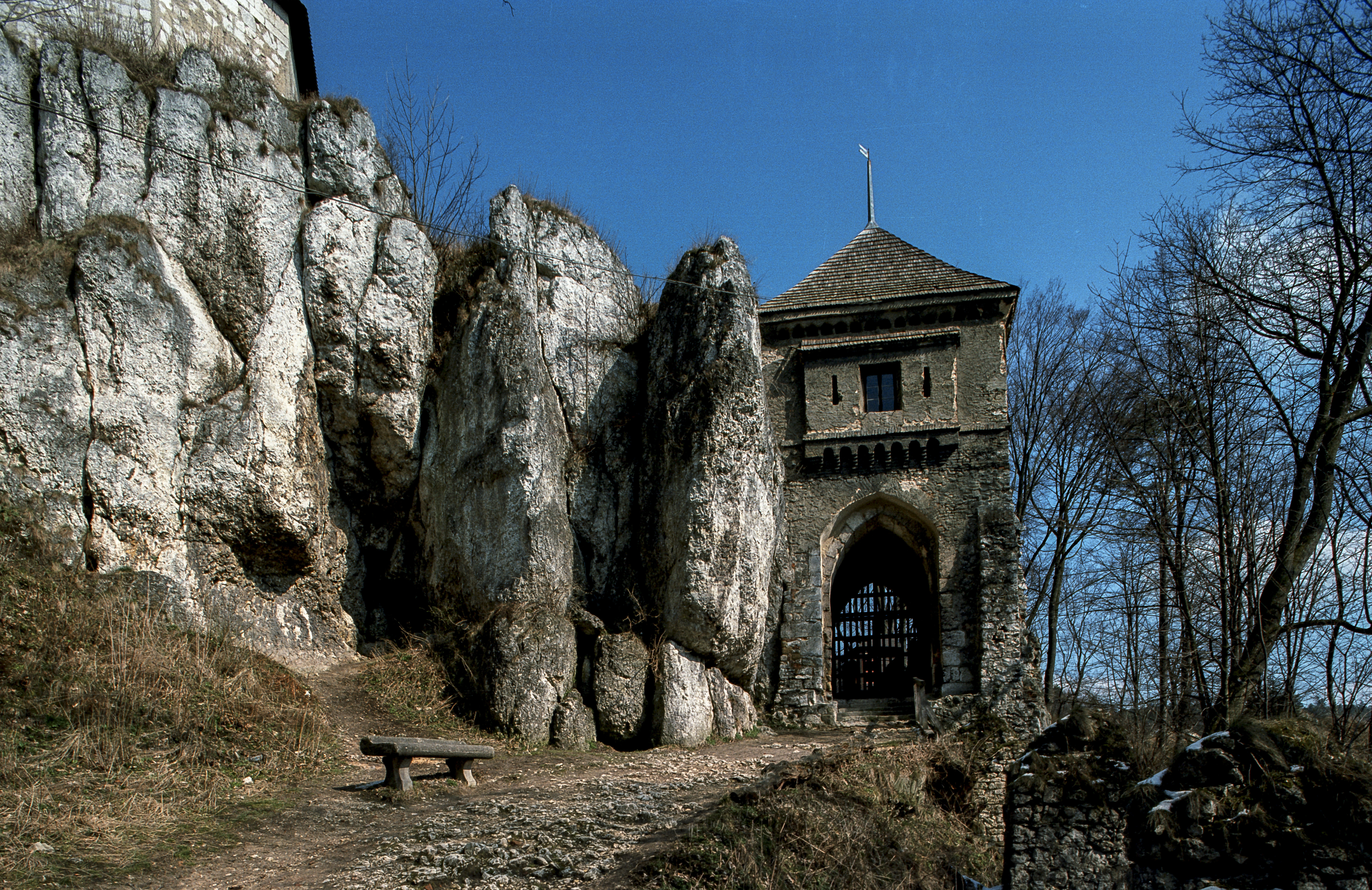
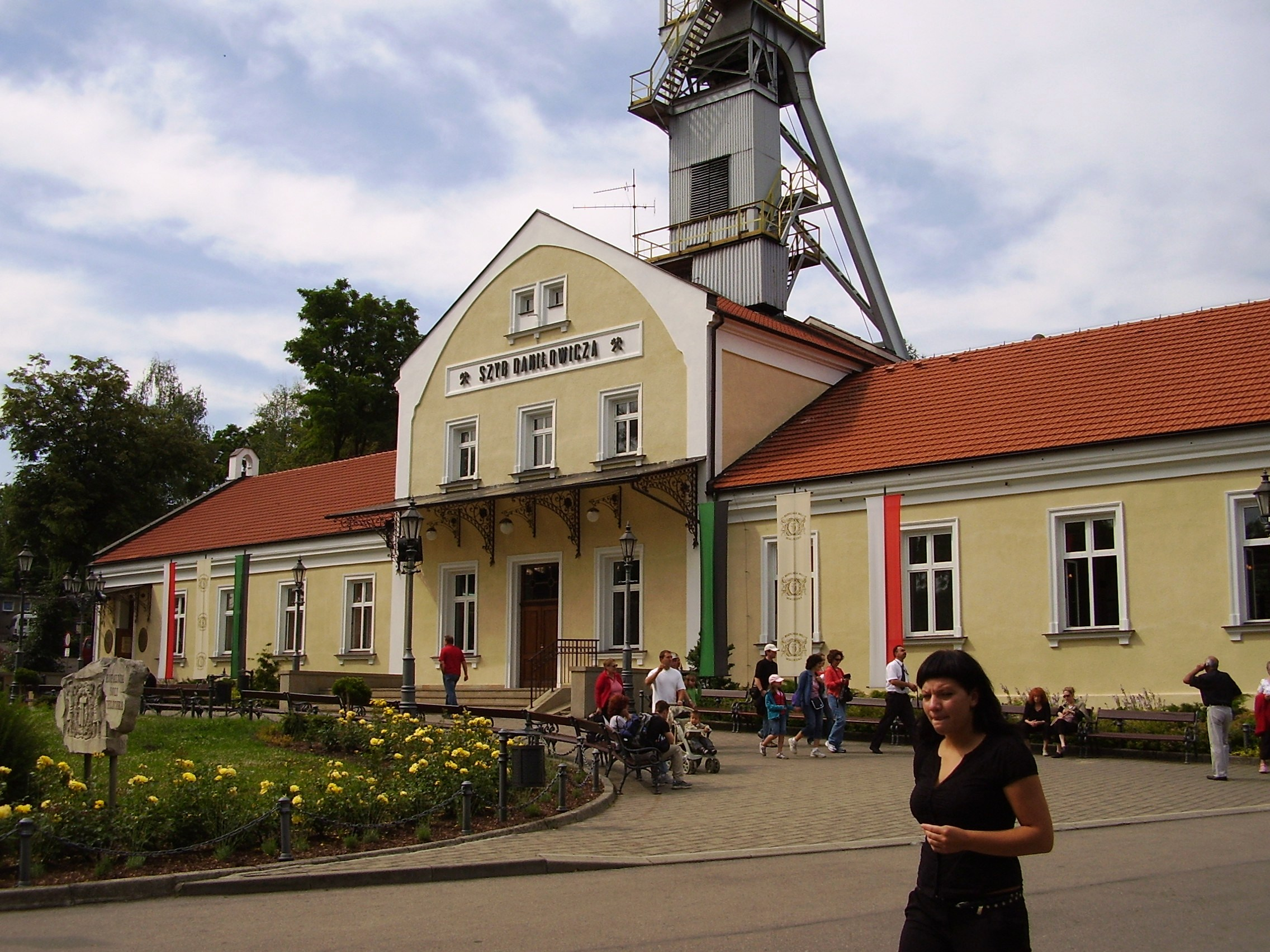
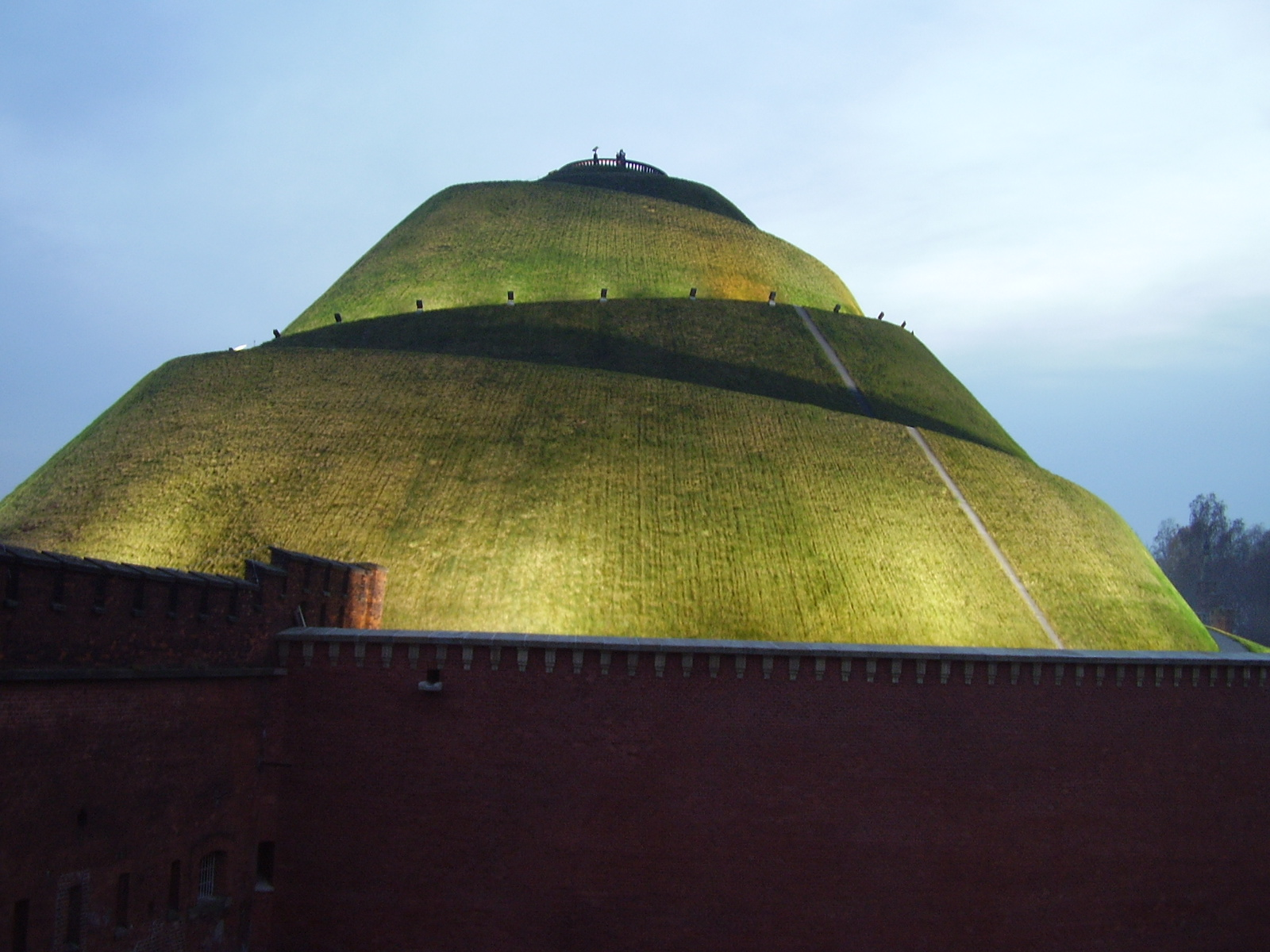
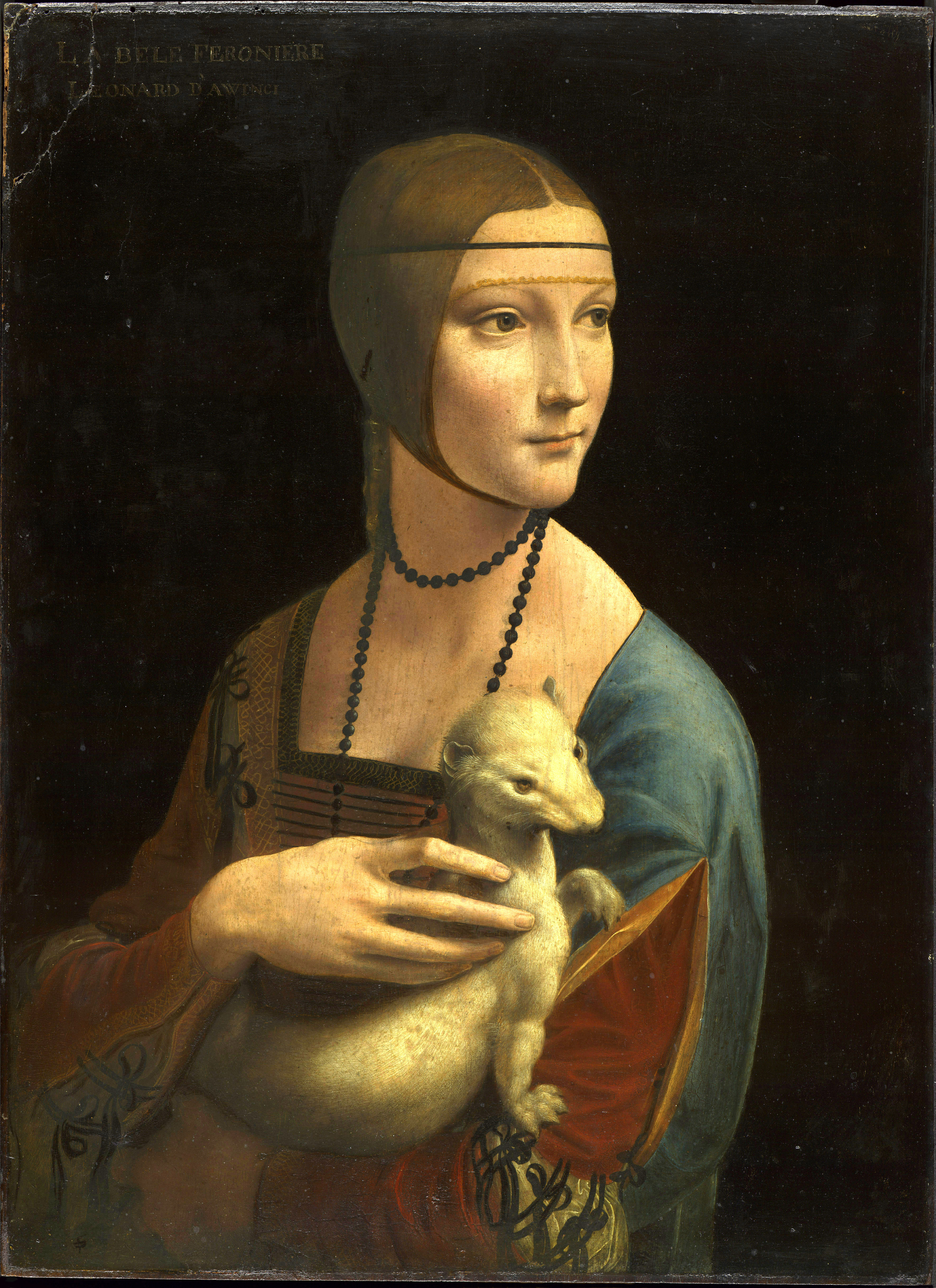
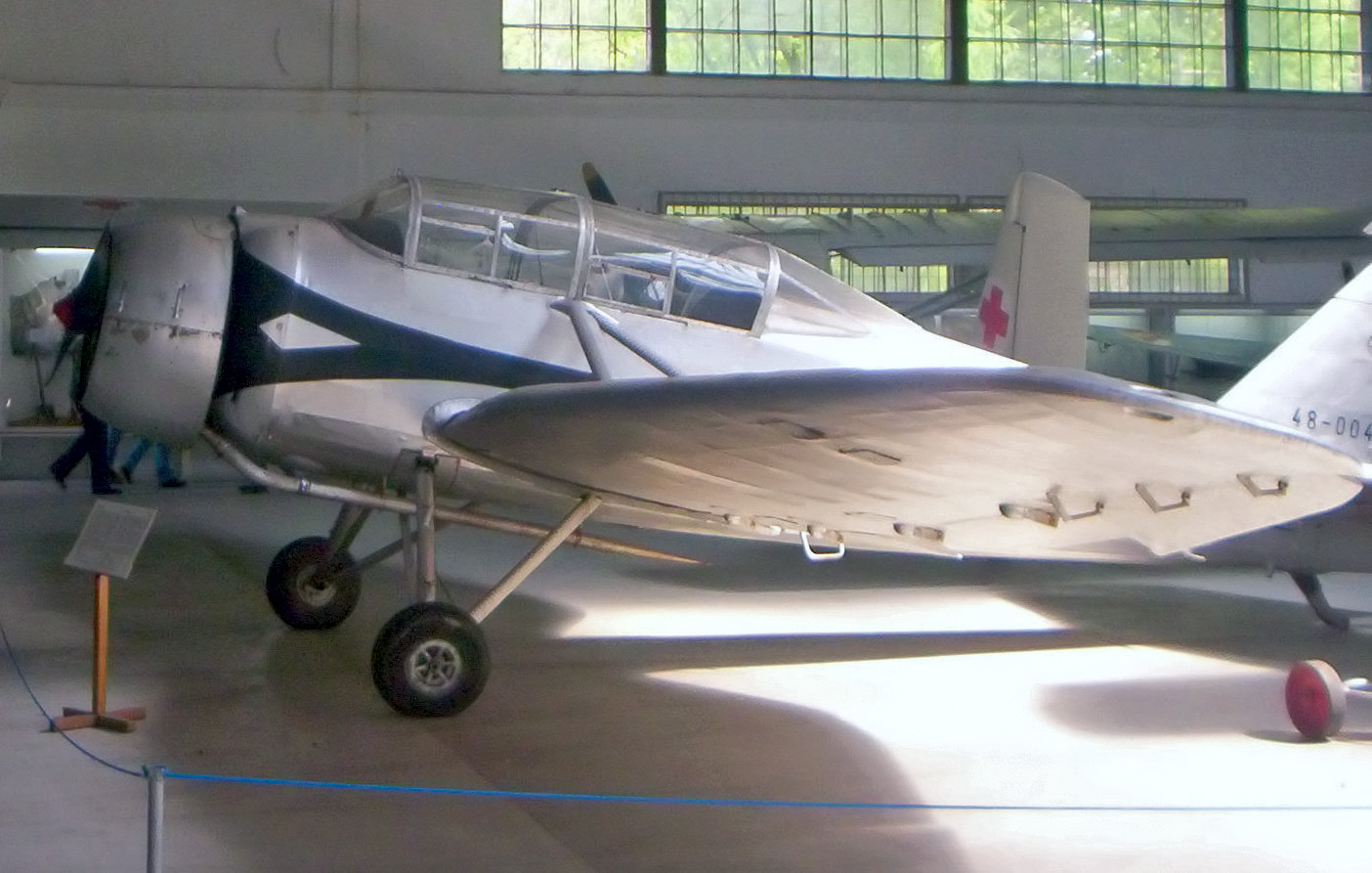
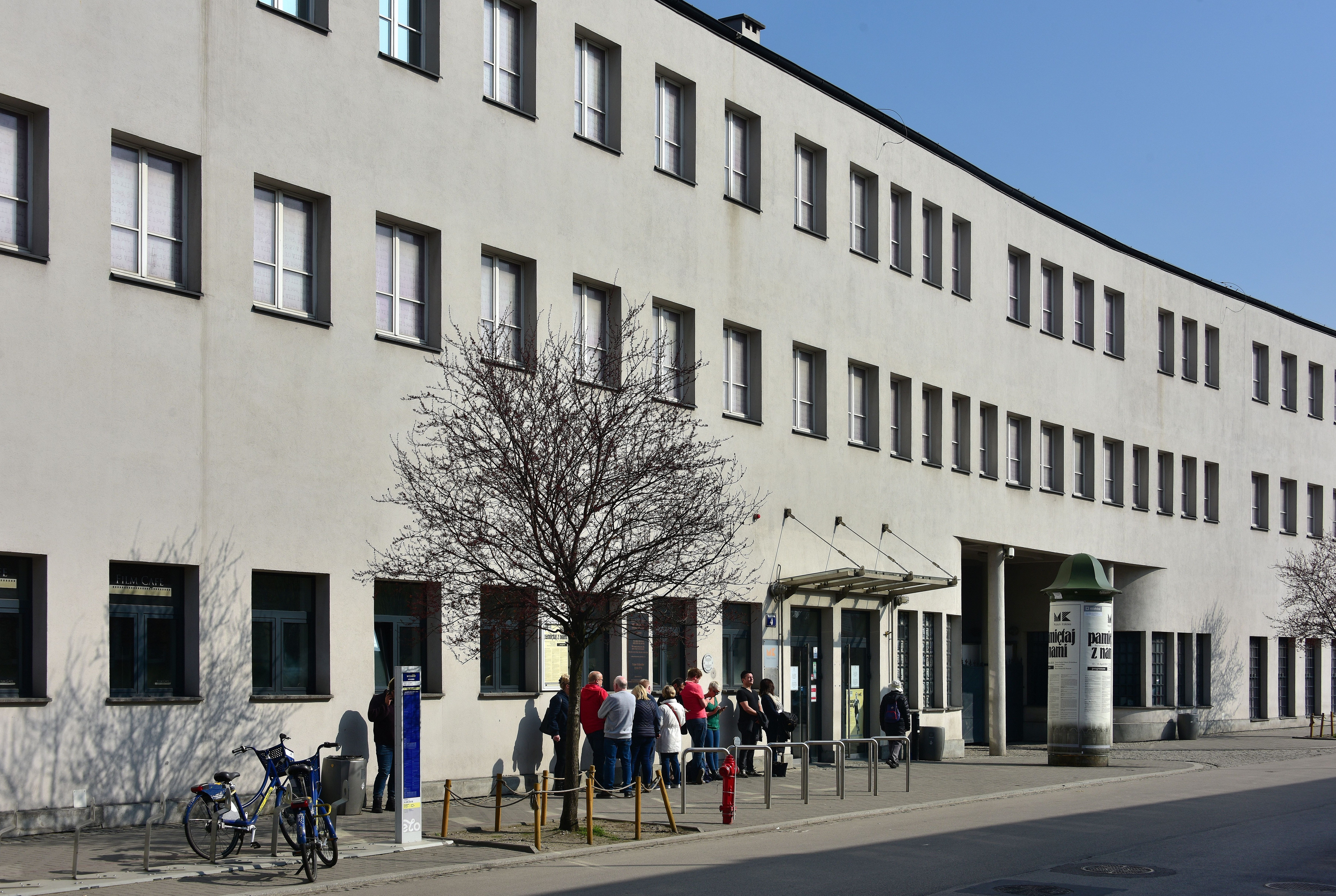
کارخانه مینا کاری اسکار شیندلر